# Brandenburgisches Interregnum

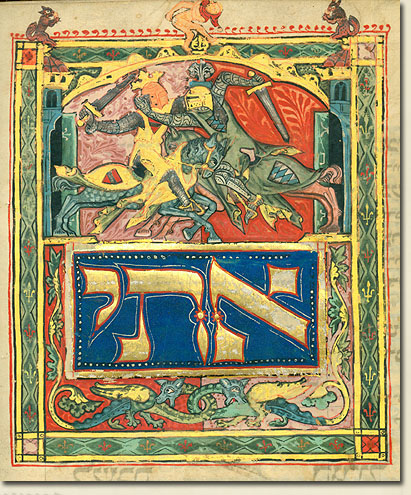
Die Schlacht bei Mühldorf von 1322 entschied die Nachfolge in Reich und Mark. Die jüdische Handschrift stellte das Geschehen als Zweikampf zwischen Ludwig IV. und Friedrich I. dar.

Das Märkische oder Brandenburgische Interregnum währte von 1319/1320 bis 1323. In dieser Zeit herrschte kein anerkannter Kurfürst über die Mark Brandenburg.

## Verlauf des Interregnums

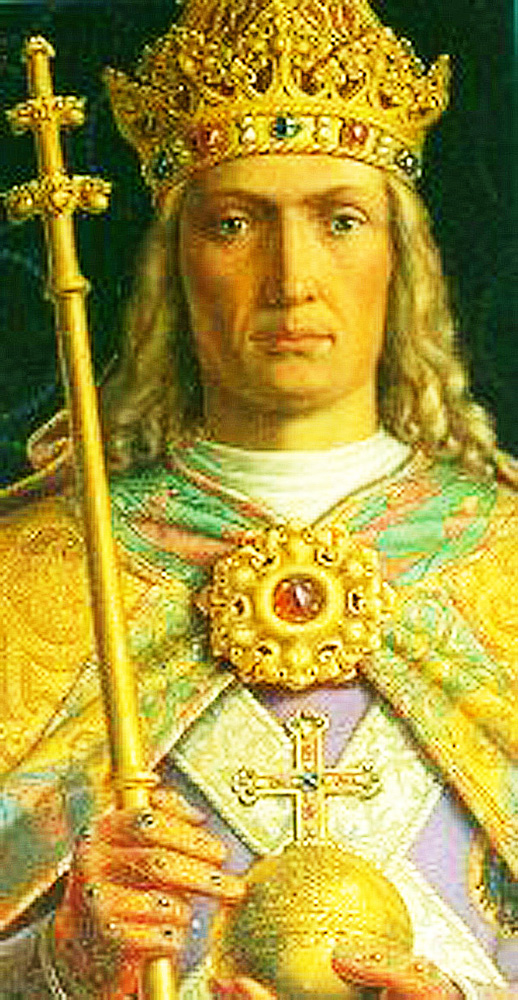
Idealisierte Darstellung Ludwigs IV., Kaiser vom Heiligen Römischen Reich

Zwischen den Landesherrschaften der Askanier und Wittelsbacher gab es mehrere verworrene, unübersichtliche, chronologisch schwer erfassbare Jahre. Sie gingen als Brandenburgisches Interregnum in die Geschichte ein. Sein Beginn lag streng genommen im Jahr 1320, aber der Streit ums Erbe entbrannte bereits ein Jahr zuvor. Im August 1319 verstarb Waldemar, Markgraf von Brandenburg (1308–1319) an einem Fieber. Die Nachricht von seinem unerwarteten Tod verbreitete sich sehr schnell. Während das Land klagte, hofften die Nachbarn auf reiche Beute. Der Aufstieg der Mark Brandenburg zu einem der mächtigsten Fürstentümer im Heiligen Römischen Reich war ihnen schon lange ein Dorn im Auge.
Heinrich II. war der letzte männliche Askanier der brandenburgischen Linie. Eine Notiz in einer damals angefertigten Chronik behauptete, dass der kinderlose Waldemar ihn als Erben angenommen habe. Keine andere Schriftquelle bestätigte diese Aussage, und kein Beteiligter verhielt sich entsprechend. Offenbar hatte der Kurfürst versäumt, seinen Cousin mit Lehnsrechten auszustatten und so die Nachfolge zu regeln. Die reichspolitischen Umstände sorgten für zusätzliche Schwierigkeiten. Bei der Königskür 1314 war es zu keiner Einigung gekommen. Seitdem stritten Ludwig IV. aus dem Haus Wittelsbach und Friedrich I. aus dem Haus Habsburg – für ihn hatte Waldemar gestimmt – um den Thron. Somit gab es keinen anerkannten König, der eine Belehnung aussprechen konnte.
Die beste Möglichkeit, Ansprüche zu untermauern, bot die Vormundschaft über Heinrich das Kind. Als erster handelte Wartislaw IV., Herzog von Pommern-Wolgast (1309–1326). Ihn unterstützten einflussreiche Kreise der Stände der Mark über Oder, an ihrer Spitze Hasso von Wedel. Der Pommer fiel ins Land ein, bemächtigte sich des väterlicherseits entfernt Verwandten und übte bereits am 4. September 1319 landesherrliche Rechte aus – eine damals durchaus übliche Vorgehensweise. Bald darauf urkundete er ebenfalls im Land Lebus. Zu seinem Widersacher wurde Rudolf I., Herzog von Sachsen-Wittenberg (1298–1356). Der Askanier war in männlicher Linie verwandt mit Heinrich dem Kind. Die fehlende Zugehörigkeit zur brandenburgischen Linie schloss eine Anwartschaft jedoch eigentlich aus. Neben der Mark Lausitz brachte er bis Anfang 1320 Zauche, Havelland, Teltow und Barnim unter seine Kontrolle. Die einzelnen landschaftlichen Stände billigten das Vorgehen, ob freiwillig oder unter Zwang ist ungeklärt.

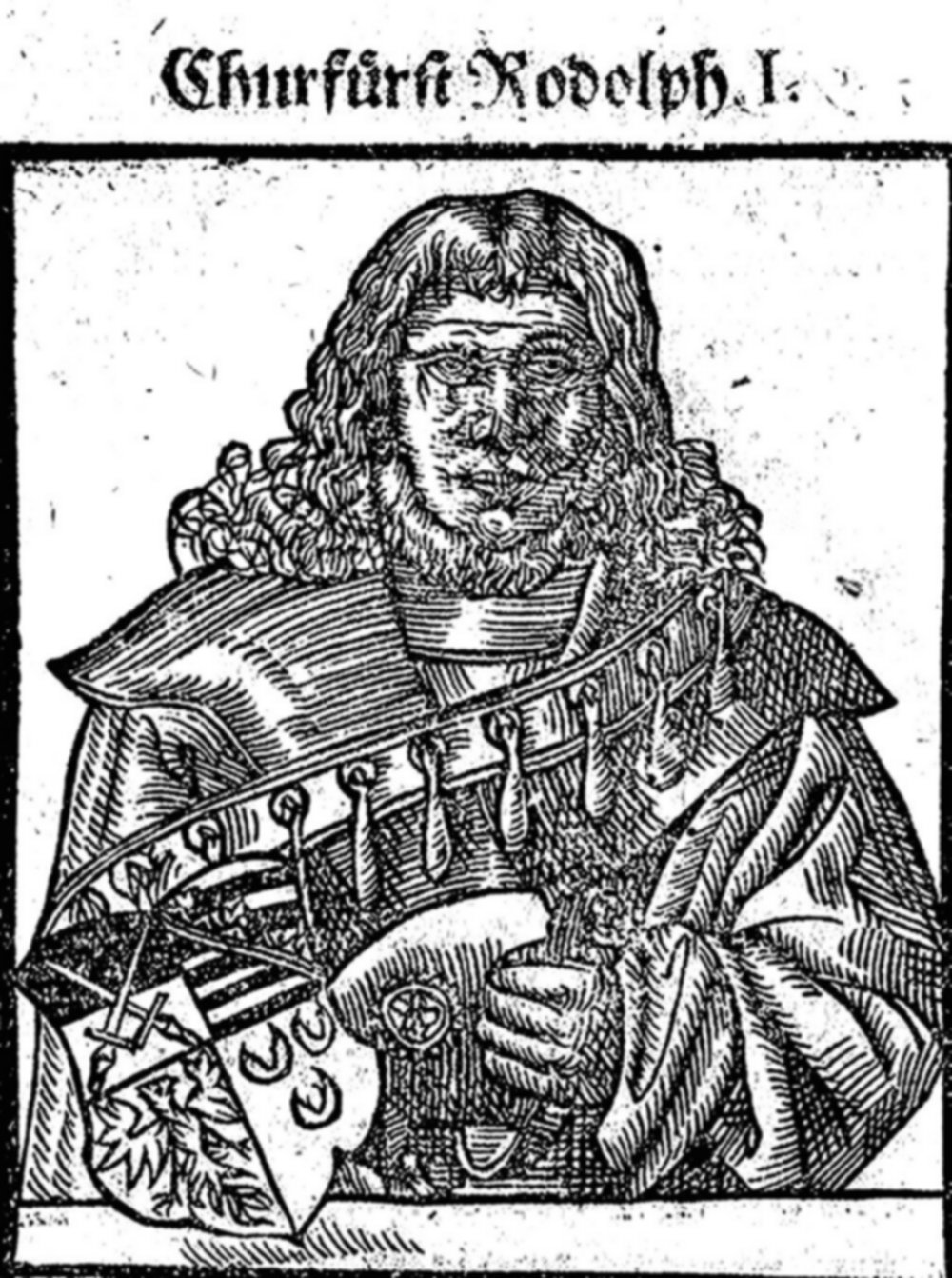
Rudolf I., Herzog von Sachsen-Wittenberg

Allseitig bewirkten die Nachbarn eine Zerstückelung. Waldemar hatte am 10. August 1319 sein Gebiet Sagan-Krossen gegen Schwiebus-Züllichau eingetauscht. Der Fall des kinderlosen Tods des Kurfürsten sah einen Anfall beider Gebiete an die Herzöge von Schlesien-Glogau vor. Die Klausel griff bereits im selben Monat. Günther von Käfernburg, Rat am markgräflichen Hof, versuchte, zumindest Sagan-Krossen zurückzuerhalten. Heinrich IV., Herzog von Schlesien-Glogau (1312–1342) verhinderte dies. Zudem meldete er als Gatte Mechthilds von Brandenburg, der Schwester von Agnes von Brandenburg, Anspruch auf die Mark an. Das Gleiche tat Heinrich I., Herzog von Schlesien-Jauer (1312–1346) als Sohn von Beatrix, Tochter Ottos V. Er übernahm das Land Görlitz ohne Rechtsanspruch. Das westlich davon gelegene Land Budissin riss Johann, König von Böhmen (1311–1346) mit Zustimmung der Stände an sich. Erst die Belehnung durch Ludwig IV. am 13. September 1320 legitimierte das Vorgehen. Der militärische Vorstoß des Böhmen in die Mark Lausitz blieb ohne Erfolg. Dieses Reichsterritorium beanspruchte ebenfalls das Haus Wettin.
Nicht besser sah die Lage im Norden aus. Bereits vor der Beisetzung Waldemars rückte Heinrich II., Fürst von Mecklenburg (1302–1329) aufgrund des Friede von Templin (24. November 1317) in die Burgen Wredenhagen und Lübz ein. Sein Eindringen in die Prignitz erfolgte ohne Berechtigung. Stück für Stück holte er Städte und Adel auf seine Seite. Am 20. August 1319 schlossen erste Adelige Dienstverträge ab, darunter zwei Quitzows. 1319/1320 traten Droyseke von Kröcher und Redeke von Redern ihm für 20.000 Mark die Pfandschaft über weite Teile der Prignitz ab – Havelberg, Kyritz, Perleberg und Pritzwalk – außerdem das Ländchen Grabow samt gleichnamigen Flecken an der Elde. Am 21. September 1319 unterstellten sich die von Alsleben mit Ländchen, Stadt und Burg Lenzen dem Mecklenburger. Günzel Gans zu Putlitz erkannte am 2. November den neuen Landesherrn an. Dem schloss sich Heinrich III., Bischof von Havelberg (1319–1324) an. Damit war der Übergang in trockenen Tüchern. Wahrscheinlich im September 1319 rückte Heinrich II. von Mecklenburg mit Einvernehmen seines Schwagers Rudolf I. ins Uckerland ein. Er zwang Städte und Vasallen zur Huldigung. Der Vorstoß stieß auf Widerstand. Die Herzöge von Pommern versuchten hier ebenfalls Interessen durchzusetzen, dabei besetzten sie die Gegend um Prenzlau und Pasewalk. Ulrich II., Graf von Lindow-Ruppin drang in den Norden des Havellands ein. Der Zugriff auf Unterhavel und Rathenow sollte eine Verbindung zwischen der Herrschaft Ruppin und seinen südlichen Territorien herstellen.
Einen wesentlichen Faktor stellte das Wittum der überlebenden Markgräfinnen dar. Zu dem Annas von Österreich, Witwe Hermanns und nun Herzogin von Schlesien-Breslau zählten Werben an der Elbe, Stadt und Kreis Seehausen, Stadt und Kreis Arneburg. An Agnes von Brandenburg, Witwe Waldemars fielen die mittelmärkischen Städte Altlandsberg, Berlin-Kölln, Köpenick, Liebenwalde, Mittenwalde im Teltow, Rathenow, Spandau und Teltow, ferner im Elbe-Havel-Winkel die Stadt Sandau mit dem Ländchen Kamern. Jenseits des Stroms kamen Tangermünde, Stendal, Salzwedel und die drei nach ihnen benannten Kreise sowie Osterburg und Gardelegen hinzu. Die dortige märkische Landschaft wuchs erst in dieser Zeit unter dem Namen Altmark (Antiqua Marchia) zusammen.
Die erwähnten Ländereien westlich der Elbe umfassten das ursprüngliche Allod der Askanier und jetzige Lehen des Erzbischofs von Magdeburg. Der Fürstbischof hatte der Verschreibung zugestimmt. Er konnte daher zunächst das Territorium nicht selbst beanspruchen oder neu vergeben. Rudolf I. fand hingegen einen Weg das umfangreiche Wittum Agnes von Brandenburg an sich zu nehmen – als ältester Agnat erklärte er sich zu deren Vormund. Der Plan ging nicht auf, denn die Witwe Waldemars entzog sich dem durch eine rasche Heirat Ende 1319 mit Otto, Fürst von Braunschweig (1318–1344). Noch bedrängter fiel die Lage für Anna von Österreich aus. Ihr Wittum weckte Begehrlichkeiten bei Heinrich II. von Mecklenburg, Otto II., Fürst von Lüneburg (1277–1330) sowie Rudolf. Der mit 1000 Mark bestochene Albrecht I., Bischof von Halberstadt (1304–1324) und Verwandter Rudolfs stellte am 6. April 1320 eine unrechtmäßige Belehnung für die Drei aus. Das Vorhaben scheiterte. Dennoch fand die Methode noch mehrfach Anwendung. So ließ sich Otto II. von Lüneburg etwa gleichzeitig durch Nikolaus, Bischof von Verden (1312–1331) mit dem Seehausenschen Kreis nebst Wische belehnen.

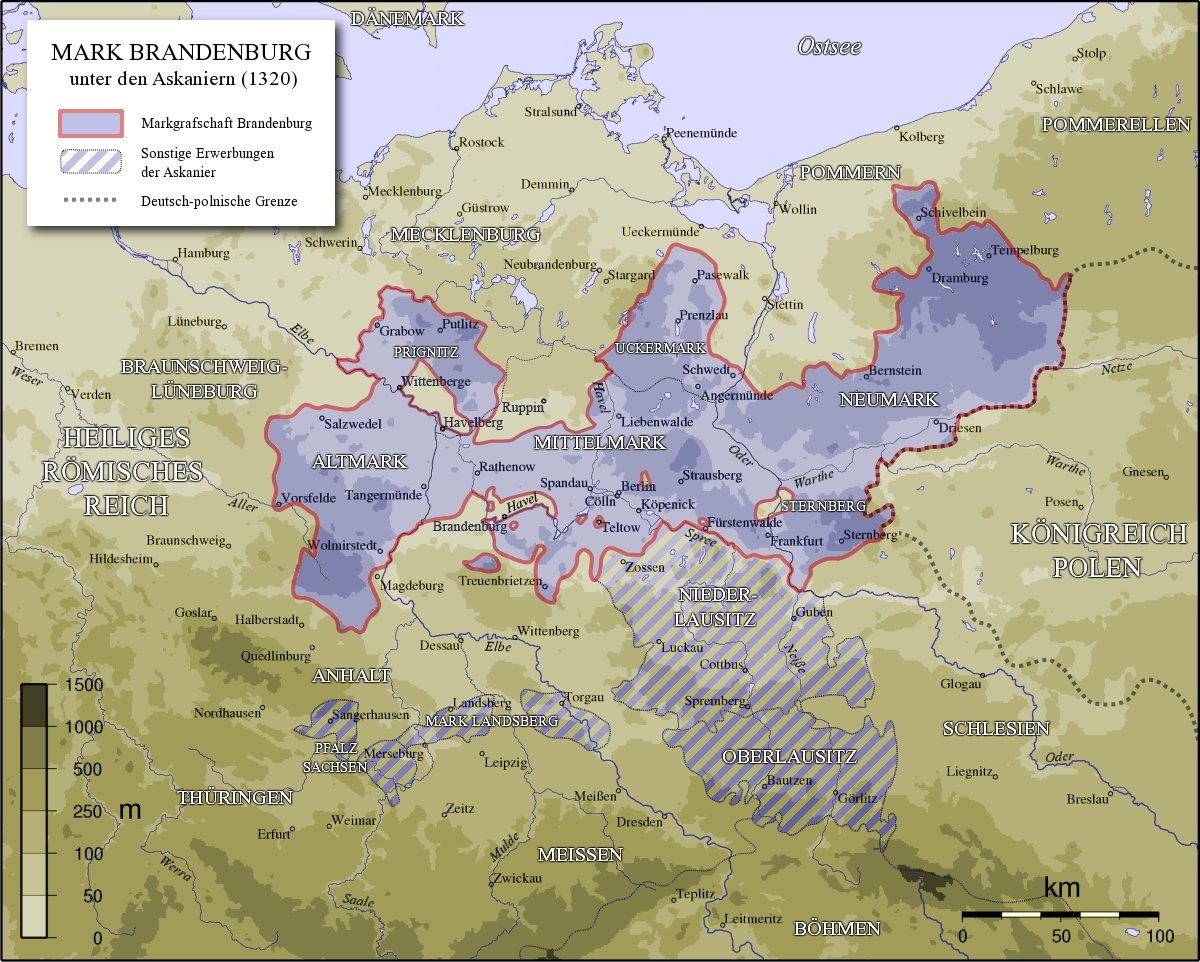
Ausdehnung der Mark Brandenburg am Ende der Askanierzeit

Währenddessen konnte Rudolf I. seine Position festigen. Die Zauche, ebenfalls einst askanisches Allod und nun erzmagdeburgisches Lehen, betrachtete Burchard III., Erzbischof von Magdeburg (1307–1325) als heimgefallen. Im Waffengang Anfang 1320 setzte sich der Herzog von Sachsen-Wittenberg durch. Dass er zum selben Zeitpunkt Heinrich das Kind in seine Gewalt bekam, musste bezweifelt werden. Beurkundungen im Namen des Knaben stellten sowohl Rudolf (5. März 1320, 11. Juni) als auch Wartislaw IV. (14. März) aus. Dennoch missfiel Ludwig IV. als Onkel des Brandenburgers der Legitimitätszuwachs Rudolfs. Zumal dieser als Enkel Rudolfs VI. von und Sohn Agnes von Habsburg reichspolitisch auf der Gegenseite stand. Daher erklärte der Wittelsbacher am 18. Juni 1320 Heinrich II. für mündig. Seine Belehnung mit der Mark unterblieb jedoch. Ein einziges Mal trat er selbständig handelnd auf – zusammen mit seiner Mutter Agnes von Wittelsbach bei einer Schenkung ans Sabinen-Kloster Prenzlau. Die beherbergende Stadt lag im pommerschen Machtbereich. Bald darauf, im Juli 1320 starb Heinrich II. Als Todesursache stand eine Krankheit im Raum, die seine Lebensfähigkeit von Anfang an beschränkte. Andererseits gab es Gerüchte über eine Vergiftung. Auf jeden Fall endete mit ihm die askanische Ära in Brandenburg, was zu diesem Zeitpunkt allerdings noch nicht feststand.
Bei Agnes von Wittelsbach, Witwe Heinrichs I. von Brandenburg und Schwester Ludwig IV. verblieben als Wittum die Mark Landsberg und die Pfalzgrafschaft Sachsen. Diese beiden Reichsterritorien, die Reichsburgen Kyffhausen und Allstedt vergab ihr Bruder am 27. September 1320 an Bernhard II., Fürst von Anhalt-Bernburg (1287–1323). Agnes von Wittelsbach stand die lebenslange Nutznießung zu. Bernhard gelobte in einem gesonderten Dokument im Fall einer Belehnung mit der Mark Brandenburg samt Kurstimme und Erzkämmereramt die vier Lehen zurückzugeben. Anscheinend wollte er ebenfalls die Nachfolge im Land antreten und Ludwig IV. versuchte ihn abzufinden.
Bereits im Frühjahr 1320 fielen die uckerländischen Städte von Mecklenburg ab. Beim Vorstoß der pommerschen Herzöge im Juli 1320 eroberten sie auch das angrenzende Eberswalde. Am 27. Juli schloss Wartislaw IV. von Pommern-Wolgast ein Bündnis mit Heinrich I. von Schlesien-Jauer, das ihm den bisherigen Besitz und seinem Partner das Übrige versprach. Die Vereinbarung richtete sich offenbar gegen die Allianz von Heinrich II. von Mecklenburg und Rudolf I. von Sachsen-Wittenberg. Prenzlau und Pasewalk suchten Schutz bei Christoph II., König von Dänemark (1319–1326). In dessen Namen schlossen Otto I., Herzog von Pommern-Stettin (1295–1344) und Wartislaw IV. am 23. August einen Vertrag mit den zwei Städten. Darin versicherten sie gegen Kostenerstattung zurückzustehen, wenn ein einstimmig gewählter König das Land einem Fürsten mit besserem Anrecht gäbe. Am selben Tag wurde ein Abkommen mit Templin getroffen. Der Mecklenburger antwortete prompt, marschierte ins Uckerland ein, nahm letztgenannte Stadt (Huldigung am 1. Oktober) und andere Ortschaften ein. Gegen Ende 1320 zog Heinrich II. von Mecklenburg in Pommern bis nach Stettin. Auf Reichsebene strebten die Herzöge von Pommern nach einer Befreiung von der brandenburgischen Lehnshoheit. Ludwig IV. traf eine entsprechende Zusage, die er nicht einhalten würde. Ebenfalls der Erreichung des Ziels diente der Trick, ihr Land am 16. August von Konrad IV., Bischof von Cammin (1317–1324) zu Lehen zu nehmen.
Rudolf I. suchte nach dem Wegfall der Vormundschaft über Heinrich das Kind nach neuen Wegen, seine Herrschaft rechtlich zu untermauern. Er spannte dafür Jutta von Kranichfeld, Äbtissin vom Reichsstift Quedlinburg (1308–1347) ein. Fünf Urkunden vom 19. September 1320 aus der Kanzlei Rudolfs sprachen davon, dass er aus ihren Händen die Zauche, den Teltow und Nauen erhielt. Die verstorbenen Markgrafen sollten sie zuvor ebenso als Lehen besessen haben. Dies war schlichtweg gelogen. Da lediglich Abschriften und Entwürfe überliefert wurden, die Äbtissin eine Zustimmung des Konvents benötigte, fand der Rechtsakt vermutlich nicht statt. Als neues Argument führte Rudolf seine Ehe mit Jutta von Brandenburg auf. Als Tochter von Otto V. habe sie das askanische Erbe an die Söhne übertragen. In einem Vertrag vom 24. August 1321 folgten 23 Städte dieser Auffassung. Deren Auflistung (Altlandsberg, Beelitz in der Zauche, Beeskow, Berlin, Bernau, Altstadt Brandenburg, Neustadt Brandenburg, Kölln, Eberswalde, Frankfurt, Fürstenwalde, Görzke, Guben, Köpenick, Luckau, Mittenwalde im Teltow, Müncheberg, Nauen, Rathenow, Sommerfeld in der [Nieder-]Lausitz, Spandau, Strausberg und [Treuen-]Brietzen) umriss seinen Machtbereich, der Havelland, Zauche, Barnim, Land Lebus, Teltow und Mark Lausitz umfasste. Als eigentliche Landesherren galten seine Söhne, das Wittum der Agnes von Brandenburg blieb unangetastet.
Das Jahr 1322 erlebte einige Bündnisse und Kämpfe. Heinrich II. von Mecklenburg vereinbarte am 11. Mai einen Dienstvertrag mit Heinrich III., Graf von Schwerin. Darin überließ er ihm Ländchen, Stadt und Burg Lenzen. Die Herzöge von Lüneburg und Braunschweig teilten am 29. Mai 1322 für die Zukunft das westelbische Wittum der Agnes von Brandenburg unter sich auf. Irgendeine Berechtigung nach dem Tod von Agnes über die Gebiete zu verfügen, besaßen die Welfen nicht. Die Pommernherzöge verbündeten sich am 5. Mai 1321 mit Wizlaw III., Fürst von Rügen (1302–1325), mit dem Bischof von Cammin und am 11. Juni 1322 mit den Herren von Werle. Die Heeresfolge im Dienst des Dänenkönigs richtete sich gegen die Bestrebungen Heinrich II. von Mecklenburg im Uckerland. Frieden sollte erst nach der Eroberung bestimmte Städte und Ländchen geschlossen werden. Johann II., Herr von Werle-Güstrow (1316–1337) und Johann III., Herr von Werle-Goldberg (1316–1350) standen zuvor auf der Seite Heinrichs II. von Mecklenburg. Alle drei stammten aus dem Haus Obodriten. Die nunmehrigen Rivalen trugen am 31. Dezember 1322 eine Schlacht in der Prignitz aus. Letzterer vertrieb Johann von Wenden aus der Burg Fretzdorf, so die urkundliche Bezeichnung für den oder die Herren von Werle. Sie lösten das eingegangene Bündnis mangels Erfolgen rasch wieder auf.
Den meisten Akteuren gelang es Stücke aus der Mark Brandenburg herauszureißen. Zu den Verlierern zählte der Erzbischof von Magdeburg, seine Lehnsrechte fielen unter den Tisch. Der entscheidende Impuls zur Beendung des Interregnums kam aus dem Reich. Am 28. September 1322 siegte Ludwig IV. in der Schlacht bei Mühldorf. Er schaltete damit seinen habsburgischen Gegenspieler Friedrich I. aus, erkämpfte sich die Handlungsfreiheit. Chronisten berichteten, dass Ludwig IV. dem Luxemburger Johann von Böhmen für die geleistete Unterstützung Brandenburg in Aussicht stellte. Jener bedrängte ihn im April 1323 sein Versprechen einzulösen. Daraufhin regelte der deutsche König die Angelegenheit auf eigene Weise. Den Rahmen bot der Reichstag zu Nürnberg im selben Monat. Dort erklärte er unter Umgehung aller Rivalen seinen etwa 7-jährigen Sohn als Ludwig I. zum neuen Landesherrn. Ihn motivierte weniger der Ausbau der wittelsbachischen Hausmacht, sondern mehr das Ausbremsen des Hauses Luxemburg. Entsprechend lang dauerte es bis zur schriftlichen Bestätigung. Sie erfolgte erst Anfang 1327, rückdatiert auf den 24. Juni 1324. Da war die Kontroverse um die Mark längst in der nächsten Runde.

## Lage im Land
Das Aussterben der brandenburgischen Askanier läutete ein knappes Jahrhundert der Wirren ein. Die Gefährdung während des Interregnums strahlte in die Region aus. Anno 1321 verwehrte Hermann II., Bischof von Schwerin (1315–1322) eine päpstliche Ladung nach Rom. Aufgrund der allgemeinen Verwirrung, Zwietracht und Unsicherheit drohten seiner Kirche und Bistum bei Abwesenheit der Verfall. Die einzelnen märkischen Landschaften schlossen Landfriedensvereinbarungen. Im altmärkischen Wittumsgebiet der Markgräfinnenwitwen unterzeichneten acht Städte und die Schlossgesessenen das Abkommen (21. Dezember 1321, 22. Januar 1322). Dabei litt das Gebiet entgegen den anderen unter keinen Kampfhandlungen. In der Mark über Oder suchten Bärwalde in der Neumark, Königsberg in der Neumark, Mohrin und Schönfließ in der Neumark Schutz in einem Städtebund (23. April 1320).

## Einschätzung des Interregnums
Die Einschätzungen stimmten in einem Punkt überein: Die Mark Brandenburg entging während des Interregnums nur knapp dem vollständigen Zerfall.
Gerd Heinrich sah ein erwachtes Heimatgefühl als stabilisierenden Faktor. Die Märker begriffen sich zunehmend als Einheit. Die Mythen um die Landesgründung Albrechts des Bären und die Kämpfe seiner Nachfolger wirkten nach. Der Ausgang zugunsten der Wittelsbacher verhinderte eine askanische Gesamtherrschaft im Nordosten des Reichs und einen gleichmäßigen Ausbau der inneren Landesherrschaft.
Jan Winkelmann setzte beim raschen Auseinanderbrechen nach dem Aussterben der Gründerdynastie und dem willfährigen Unterwerfen der märkischen Landschaften unter neue Herrscher an. Er wertete dies als Indizien für eine mangelnde innere Herrschaftskonsolidierung und die unsichere lehnsrechtliche Lage der askanischen Lande. Das Erste führte zu einem fehlenden Landesbewusstsein, das Letztere erleichterte den benachbarten Fürsten den Zugriff. Der Historiker sprach der Mark Brandenburg zu diesem Zeitpunkt den Status eines Territorialstaats ab, vielmehr standen die einzelnen Gebiete in unterschiedlicher Intensität und Dauer unter der Oberherrschaft der Markgrafen.